# Edgar-André-Bataillon

Flagge der Interbrigaden

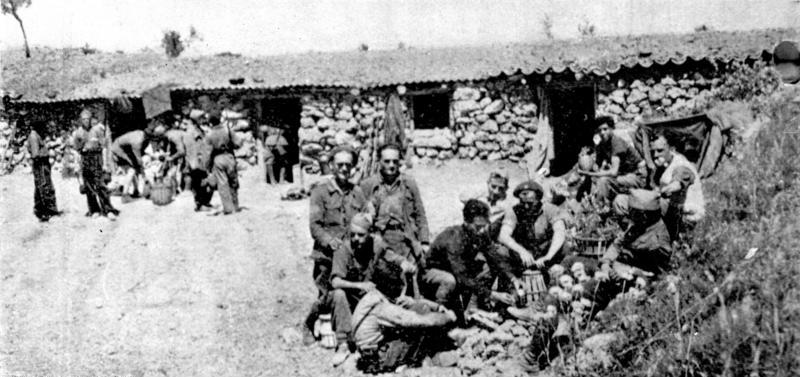
Gefechtsstand des Edgar-André-Bataillons

Das Edgar-André-Bataillon war ein weitgehend deutsch-österreichisches Bataillon der Internationalen Brigaden im Spanischen Bürgerkrieg. Es dienten aber auch Brigadisten aus sprachverwandten Ländern in diesem Bataillon. Es wurde nach Etkar André benannt, einem deutschen Kommunisten, der 1933 nach der Machtergreifung der Nationalsozialisten verhaftet und 1936 hingerichtet wurde. Nach Etkar André wurde zudem die Iruner Edgar-André-Gruppe benannt.

## Deutsches Bataillon
Nach dem Beschluss der republikanischen Regierung in Madrid wurden die internationalen Centurien Ende Oktober 1936 in Kastilien zu Bataillonen zusammengefasst. Kommandant des deutschen Bataillons, des späteren Edgar-André-Bataillons, wurde der deutsche Kommunist Hans Kahle. Aus diesem Grund wurde es auch als Hans Bataillon bezeichnet. Nach der Umgruppierung der internationalen Centurien zu Bataillonen wurde das Deutsche Bataillon am 22. Oktober 1936 Teil der IX. Brigada Móvil de Choque, einer motorisierten Brigade, mit der folgenden Gliederung.
I.   Deutsches Bataillon

II.  Commune-de-Paris-Bataillon

III. Garibaldi-Bataillon
Am 25. Oktober wurden die Centuria Dąbrowski, die Centuria Thälmann und eine Artilleriebatterie in die IX. Brigada Móvil de Choque eingegliedert. Nach der Eingliederung hatte die mobile Brigade die folgende Gliederung:
I.   Deutsches Bataillon

II.  Commune-de-Paris-Bataillon

III. Garibaldi-Bataillon

IV.  Dąbrowski-Bataillon

V.   Thälmann-Bataillon
In Folge wurde am 1. November 1936 aus der IX. Brigada Móvil de Choque die XI. Internationale Brigade formiert.

## Edgar-André-Bataillon

### XI. Internationale Brigade
Das spätere Edgar-André-Bataillon wurde mit einer Mannstärke von 650 Brigadisten in Albacete, dem Ausbildungslager der Internationalen Brigaden, formiert. Es erhielt die Bezeichnung No 1. Der Kommandant des Edgar-André-Bataillons war Hans Kahle. Im Bataillon kämpfte auch der frühere Reichstags- und Landtagsabgeordnete Max Roscher. Das Bataillon war neben dem Commune-de-Paris-Bataillon und dem Dąbrowski-Bataillon eines der ersten in Albacete aufgestellten Bataillone der Internationalen Brigade. Der Kommandeur der Brigade war Manfred Stern, besser bekannt als General Emilio Kléber. Generalinspekteur der Brigade war André Marty. Die drei Bataillone wurden Teil der XI. Internationale Brigade mit der folgenden Zusammensetzung:
I.   Edgar-André-Bataillon

II.  Commune-de-Paris-Bataillon

III. Dąbrowski-Bataillon

## Schlacht um Madrid

### Casa de Campo
Am 4. November 1936 wurden die in Albacete aufgestellten Bataillone mit einer britischen Maschinengewehr-Kompanie zur Madrider Front beordert. Am 6. November 1936 erhielt das Edgar-André-Bataillon aber erst seinen Namen. Am 8. November 1936, auf dem Höhepunkt der Kämpfe um Madrid, zogen die drei Bataillone mit einer Parade über die Gran Vía zur Front mit Rufen „Hoch lebe Russland“. Am Abend bezog das Edgar-André-Bataillon mit dem Commune-de-Paris-Bataillon Stellungen im Casa de Campo am Manzanares zwischen der Eisenbahnbrücke Puente los Franceses und der Rennbahn. Ausländische Frontkämpfer, die die Kämpfe am Tajo überlebt hatten, wurden zudem in die Internationale Brigade eingegliedert. Am folgenden Tag, dem 9. November, befahl General Emilio Kléber einen Angriff in den Abendstunden. Der Angriff zog sich bis in den Morgen des 10. November hinein. In der Folge umfasste das Edgar-André-Bataillon mit zwei Kompanien die Nationalisten bei Húmera, am westlichen Ende des Parkes Casa de Campo. Als die Kämpfe abflauten, waren die nationalen Truppen aus ihren Stellungen gedrängt worden, die geplante schnelle Eroberung Madrids war gescheitert, und die XI. Internationale Brigade hatte ein Drittel ihrer Soldaten verloren.

### Universitätsquartier von Madrid
Am 15. November 1936 durchbrachen die Nationalisten die republikanischen Stellungen im Bereich des Universitätsviertels von Madrid. Es gelang den Nationalisten, tief in das Universitätsviertel vorzurücken, trotz heftiger Gegenwehr seitens der XI. Internationale Brigade, der Kolonne Durruti sowie anderer Milizverbände. Die XI. Internationale Brigade mit dem Edgar-André-Bataillon besetzte Stellungen im nördlichen Sektor zwischen dem Fluss Manzanares und dem Universitätsviertel, wobei General Kléber seinen Befehlsstand im Real Club Puerta de Hierro aufschlug. In dem Bereich, der von der XI. Internationalen Brigade verteidigt wurde, konnten die Nationalisten im Bereich der Casa de Velázquez und der Landwirtschaftsschule die Stellung der XI. Internationalen Brigade einnehmen. Bei Kämpfen bis zum 18. November 1936 fielen über 50 % der 1700 Brigadisten. Am 20. November wurde das Edgar-André-Bataillon wegen Erschöpfung von der Front abgezogen, wobei die Stellungen des Edgar-André-Bataillons vom neu formierten Thälmann-Bataillon von der XII. Internationalen Brigade besetzt wurden. Am 25. November 1936 löste das Edgar-André-Bataillon das Thälmann-Bataillon von der XII. Internationalen Brigade am Moncloa-Palast wieder ab. Dem Edgar-André-Bataillon gelang es in den folgenden Tagen, im Gegensatz zum Thälmann-Bataillon, das Hauptgebäude des Moncloa-Palastes einzunehmen.

### Umgruppierung der XI. Internationalen Brigade
Am 29. November 1936 sollte das Kommando über die XI. Internationale Brigade an Hans Kahle, dem Kommandeur des Edgar-André-Bataillons und Ludwig Renn, dem Kommandeur des Thälmann-Bataillons, übertragen werden. Aufgrund eines Angriffes der Nationalisten das Hauptgebäude des Moncloa-Palast, dass die Nationalisten erneut eroberten sowie des Todes von Hans Beimler verzögerte sich die Übergabe des Kommandos bis zum Dezember 1936. Nach einer von der Comandancia (Brigadeführung) aufgestellten Liste vom 3. Dezember 1936 lag die Mannstärke des Edgar-André-Bataillons in der XI. Internationalen Brigade bei 359. Laut dieser Liste war in der XI. Internationalen Brigade neben dem Edgar-André-Bataillon, auch das Thälmann-Bataillon, das Dąbrowski-Bataillon, das Commune-de-Paris-Bataillon, eine französisch-belgische Batterie, eine spanische Batterie, ein Kavallerie-Peloton und eine Panzerabwehrgruppe eingruppiert. Im Zuge der Umgruppierung der Internationalen Brigaden zur Sprachhomogenisierung wurde die XI. Internationalen Brigade neu gruppiert. Am 4. Dezember 1936 ging die Führung der XI. Internationalen Brigade von General Kleber auf Hans Kahle und Ludwig Renn über. Die Brigade hatte nach der Umgruppierung die folgende Zusammensetzung:
I.   Edgar-André-Bataillon

II.  Commune-de-Paris-Bataillon

III. Thälmann-Bataillon

IV.  Asturias-Heredia-Bataillon

### Boadilla del Monte
Im Dezember 1936 versuchten die Truppen von Franco, die Straße nach A Coruña im Nordwesten von Madrid abzuschneiden, um die Stadt weiter einzukreisen. Die nationalistische Offensive begann am 3. Dezember und wurde am 13. Dezember intensiviert. Nach der Einnahme von Boadilla del Monte am 14. Dezember wurden die beiden Internationalen Brigaden in den Kampf geworfen. Nach der Einnahme von Boadilla del Monte und Villanueva de la Cañada beendeten die Nationalisten die Offensive.

### Las Rozas
Am 3. Januar unternahmen die Nationalisten einen neuerlichen Versuch, die Straße von Madrid nach A Coruña zu sperren. Am 4. Januar erreichten die Nationalisten die ersten Häuser des Ortes Las Rozas de Madrid an der Eisenbahnstrecke. Zur Verstärkung sandten die Republikaner das Commune-de-Paris-Bataillon nach Pozuelo de Alarcón und die Bataillone Edgar-André-Bataillon und das Thälmann-Bataillon nach Las Rozas. Am 5. Januar griffen die Nationalisten erneut an und erreichten die Straße von Madrid nach A Coruña, aber den internationalen Brigaden gelang es, ihre Stellungen zu halten. Bei diesen Kämpfen wurde das Thälmann-Bataillon aufgerieben.

### Integration von Spaniern in das Edgar-André-Bataillon
Nach Ludwig Renn erfolgte Ende Januar 1937 aufgrund der Verluste der XI. Internationalen Brigade die Integration von 900 Spaniern in die Brigade. Die Einbindung der Spanier erfolgt dadurch, dass in jede der vier Kompanien der drei internationalen Bataillone, des Edgar-André-Bataillons, des Commune-de-Paris-Bataillons und des Thälmann-Bataillons, ein spanischer Zug integriert wurde. Nach der Integration der Spanier bestand die XI. Internationale Brigade mit dem spanischen Asturias-Heredia-Bataillon zur Hälfte aus Spaniern.

#### Schlacht von Jarama
Am 17. Februar befahl Miaja der XI., XXII., XIV. und XV. Internationalen Brigade einen großen Gegenangriff. Diese vier Internationalen Brigaden hielten die Front von Arganda del Rey bis Morata de Tajuña. Der einzige Erfolg war, dass die nationalistischen Truppen im nördlichen Teil des Kampfgebietes vor Arganda del Rey zurückweichen mussten. Die Internationalen Brigaden erlitten bei diesen Angriffen hohe Verluste.

### Erneute Umgruppierung der XI. Internationale Brigade
Vor der Schlacht von Brunete im Juli 1937 erfolgte die Neugruppierung der Internationalen Brigaden. Die Brigade hatte nach der Umgruppierung die folgende Zusammensetzung:
I.   Edgar-André-Bataillon

II.  Hans-Beimler-Bataillon

III. Thälmann-Bataillon

IV.  12.-Februar-Bataillon

### Schlacht von Brunete
Zu Beginn der Schlacht von Brunete, am 6. Juli 1937, bezog die 35. Division mit der XI. Internationale Brigade, der 32. Brigade und 108. Brigade Reservestellungen hinter der 11. Division von Enrique Líster. Nach dem Einsatzbefehl vom Edgar-André-Bataillon und dem Thälmann-Bataillon gegen 11:00 Uhr erfolgte gegen Abend der Einsatzbefehl für das 12.-Februar-Bataillons.
Am 9. Juli 1938 erhielt die 35. Division den Befehl, in südlicher Richtung anzugreifen, wobei die XI. Internationale Brigade Reservestellungen hinter der 108. Brigade bezog. Am 10. Juli 1938 um 08:00 Uhr erreichte das Hans-Beimler-Bataillon mit dem halben 12.-Februar-Bataillon den Frontabschnitt, wobei das Edgar-André-Bataillon und das Thälmann-Bataillon in ihren Stellungen im südlichen Frontabschnitt verblieben.
Am 25. Juli 1938 erfolgte aufgrund der nationalistischen Offensive zur Begradigung der Frontlinie der Befehl zur Rücknahme der XI. Internationalen Brigade aus den Stellungen bei Quijorna. Die Brigade bezog mit dem Edgar-André-Bataillon, dem Thälmann-Bataillon und dem Hans-Beimler-Bataillon neue Stellungen südlich der Straße von Quijorna nach Villanueva de la Cañada, nördlich des Morales-Baches, wobei das 12.-Februar-Bataillon in einer Ausgangsstellung verblieb.

### Kriegsende
Am 24. September 1938 musste die Regierung der Spanischen Republik, unter anderem wegen des Drucks vom Völkerbund, die Internationalen Brigaden auflösen. Im Januar 1939 unterstellten sich deshalb die staatenlosen Brigadisten des Edgar-André-Bataillons der Befehlshoheit der Volksarmee Spaniens. Das Bataillon wurde bei der Katalonienoffensive bei La Granadella aufgerieben.